# Standleyacanthus
- Commons
- Wikispecies

Standleyacanthus Leonard, 1952, segundo o Sistema APG II, é um gênero botânico da família Acanthaceae

## Espécie
Standleyacanthus costaricanus